# 黄白茨站
黄白茨站是位于内蒙古自治区乌海市海勃湾区黄白茨的一个铁路车站，邮政编码16005。车站建于1958年，有包兰铁路经过该站，现仅办理货运，不办理客运业务，车站及其上下行区间均为电气化区段。车站距离包头站376公里，隶属呼和浩特铁路局，是四等站。